# Chung kết EuroLeague 2020
Chung kết EuroLeague 2020 sẽ là giải đấu chung kết EuroLeague của mùa giải EuroLeague 2019-2020, mùa giải thứ 63 của các đội bóng rổ hàng đầu châu Âu và mùa thứ 20 kể từ lần đầu tiên được tổ chức bởi Euroleague Basketball. Đây sẽ là vòng chung kết thứ 33 của giải chung kết EuroLeague hiện đại nói riêng (1988 -nay) và lần thứ 35 nói chung, cuộc thi đã kết thúc với kiểu chơi Final Four. Trận Final Four sẽ được chơi tại Lanxess Arena ở Cologne, Đức, vào ngày 22 và 24 tháng 5 năm 2020.
Vào ngày 17 tháng 7 năm 2019, Lanxess Arena ở Cologne, Đức được công bố là chủ nhà mới của giải đấu. Đây sẽ là lần đầu tiên sự kiện này được tổ chức tại Cologne cũng như tại Nhà thi đấu Lanxess. Nhà thi đấu mở cửa vào năm 1998 và có sức chứa 20.000 người cho các buổi hòa nhạc và 18.500 cho các trò chơi thể thao. Nó thường phục vụ như nhà thi đấu khúc côn cầu trên băng cho đội địa phương. Vào ngày 7 tháng 4 năm 2000, đấu trường đã lập kỷ lục châu Âu về số người tham dự với 18.581 người đang xem trận đấu giữa Telekom Baskets và Alba Berlin.
Đây là lần đầu tiên kể từ năm 2016, sự kiện này được tổ chức tại Đức. 
| Thành phố Cologne   | CologneChung kết EuroLeague 2020 (Châu Âu) |
| Nhà thi đấu Lanxess | CologneChung kết EuroLeague 2020 (Châu Âu) |
| Sức chứa: 18,500    | CologneChung kết EuroLeague 2020 (Châu Âu) |
|                     | CologneChung kết EuroLeague 2020 (Châu Âu) |